# محمد علي قدس
محمد علي قدس (ولد في مكة المكرمة عام 1948م/ 1367هـ). كاتب وقاص سعودي، صدرت له العديد من المجموعات القصصية منها (ظمأ الجذور)، و(ما جاء في خبر سالم).

## التعليم
- حاصل على ليسانس في إدراة الأعمال من جامعة ستانتون تامبا فلوريدا في الولايات المتحدة الأمريكية.[4]

## العمل
- عمل أمين سر نادي جدة الأدبي من عام 1982م إلى عام 2006م.[5]
- عمل مستشاراً ثقافياً وإعلامياً، وأميناً عاماً لجائزة محمد حسن عواد للإبداع.[6][7]
- عمل في رئاسة الطيران المدني إلى تقاعده عام 2007م.[1]
- أعد العديد من البرامج للإذاعة التلفزيون منها: برنامج (قصة من الأدب السعودي)، وبرنامج (تمرة وجمرة).[2][8]

## المؤلفات
| الإصدار                               | التاريخ | مصدر          |
| ------------------------------------- | ------- | ------------- |
| ومضات في الفكر                        | 1978م   | [ 9 ]         |
| نقطة ضعف (قصص)                        | 1979م   |               |
| من وحي الرسالة الخالدة (مقالات)       | 1980م   | [ 10 ] [ 11 ] |
| مواسم الشمس المقبلة (قصص)             | 1985م   |               |
| النزوع إلى وطن قديم (قصص)             | 1986م   |               |
| هموم صغيرة (قصص)                      | 1986م   |               |
| المعاصرة بين الرؤية والكلمات (مقالات) | 1994م   |               |
| حوار الأسئلة الشائكة (مقالات)         | 1995م   | [ 2 ]         |
| ما جاء في خبر سالم (قصص)              | 1995م   |               |
| العواد رائد التجديد                   | 2007    | [ 12 ] [ 11 ] |
| ظمأ الجذور (قصص)                      | 2012    | [ 13 ] [ 14 ] |

## روابط خارجية
- أمسية قصصية بعنوان : قصة وسيرة للقاص الرائد محمد علي قدس
- محمد علي قدس ضيف برنامج فكرني وافكرك عبر أثير إذاعة جدة